# اس‌اس لاتلانتیک
اس‌اس لاتلانتیک (به انگلیسی: SS L'Atlantique) یک کشتی بود که طول آن ۷۳۳ فوت (۲۲۳ متر) بود. این کشتی در سال ۱۹۳۰ ساخته شد.